# Lygronoma sporimaea
Lygronoma sporimaea är en fjärilsart som beskrevs av Edward Meyrick 1913. Lygronoma sporimaea ingår i släktet Lygronoma och familjen praktmalar, Oecophoridae. Inga underarter finns listade i Catalogue of Life.